# ليون كانتلبرغ
ليون كانتلبرغ (بالهولندية: Leon Kantelberg)‏ (15 يوليو 1978 بآيندهوفن في هولندا - ) هو لاعب كرة قدم هولندي في مركز الوسط. شارك مع منتخب جزر الأنتيل الهولندية لكرة القدم. أما مع النوادي، فقد لعب مع إف سي آيندهوفن وفي في في فينلو ونادي أوترخت ونادي غرونينغن وهيلموند سبورت ونادي تلستار ‏.

## وصلات خارجية
- ليون كانتلبرغ على موقع الاتحاد الدولي (مؤرشف)  (الإنجليزية)
- ليون كانتلبرغ على موقع قاعدة بيانات كرة القدم.إي يو (الإنجليزية)
- ليون كانتلبرغ على موقع ناشيونال فوتبول تيمز (الإنجليزية)